# カワセミ
カワセミ（学名：Alcedo atthis）はブッポウソウ目カワセミ科カワセミ属に属する小型の鳥である。

## 形態
背中や翼は青く腹側はオレンジ色で、体調に比べて大きな嘴と短い尾がよく目立つ小鳥である。以下、清水（1978）の記載による。雌雄ほぼ同色で額から後頭にかけては暗緑色、個々の羽根の先端側に瑠璃色の模様が入る。額の側面と耳羽は黄土色で、眼先は黒色。眼の周りは黄土色だが、頬には緑色の線が入る。腮（あご）と喉は白色、耳羽の後ろ頸側にも斑点状に白色の部分がある。背中および肩羽は緑色で、高専具合によって色合いが変わり、瑠璃色にも見える。胸、腹、腋、下尾筒などは濃黄土色、ややグラデーションがあり胸側は色が濃く、腹側は淡い。腰、上尾筒は瑠璃色。風切羽類、大雨覆、初列雨覆は黒色。これらの部分の個々の羽根は羽軸を境に内弁側が黒色、外弁側が瑠璃色になる。中小雨覆は瑠璃色で、個々の羽根の塗り分けも先ほどと異なり羽端が瑠璃色になる。尾は暗藍色で長さは30mm内外。嘴は黒色で嘴峰（嘴の長さ）は40mm内外。体重は20-35g程度とされている。
ほぼ雌雄同色であるが、下側の嘴の色に差が出ることが知られている。雄が上下ほぼ黒色なのに対し、雌は下嘴の基部側が赤くなる。ただし、雄でも稀に下嘴が赤っぽいものがいるという。全長は17 cmほどとされ (16-20cm) 、これに対し嘴は4cm程度ありよく目立つ。各部の色合いは雄の方が若干鮮やかとされる。
体色の鮮やかな色は餌や自身が作り出す化学的な物質の色によるものではなく、羽の微細な構造による反射光の選択だと推測されている。このためにカワセミを剥製標本にしても長期間退色せず、また見る向きによって若干の色の違いが出る。カワセミに限らず動物でカワセミのような青色系の体色を持つものはかなり少ない。これは一説には食物連鎖の最も基礎である植物に青いものがいないから、従属生物である動物もそのような化学物質を合成できないためと言われる。
江戸時代の鳥類図鑑、『水谷禽譜』では「シヤウビン」という名前で掲載され、「スズメより体小さく、体は浅青黒で一部白斑があり、嘴が大きい」鳥として紹介している。

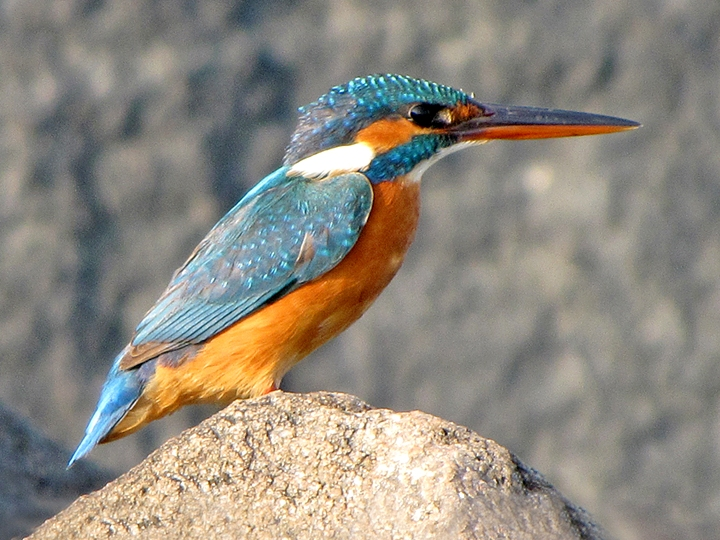
メスは下嘴が赤い
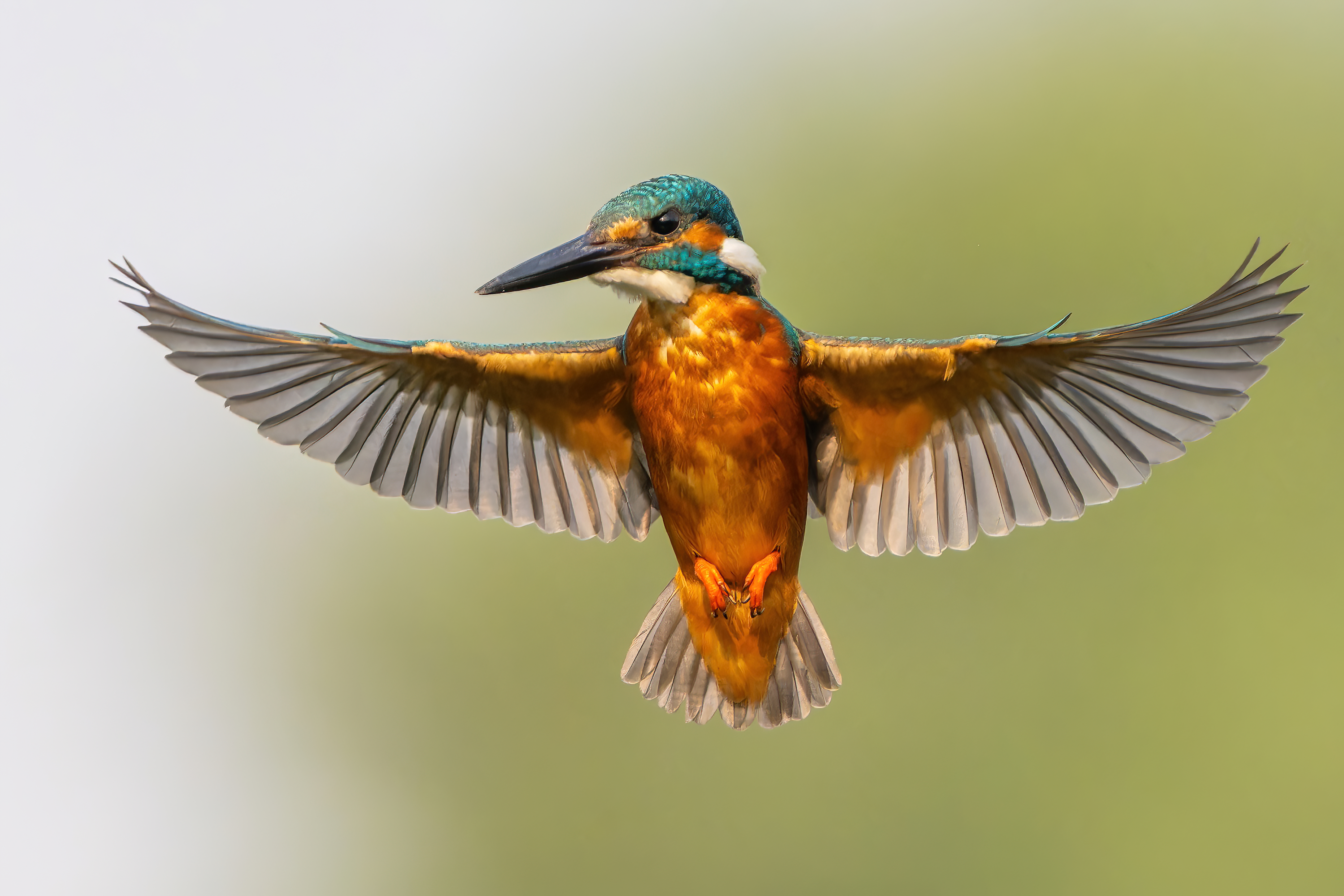
腹側は全体的にオレンジ色
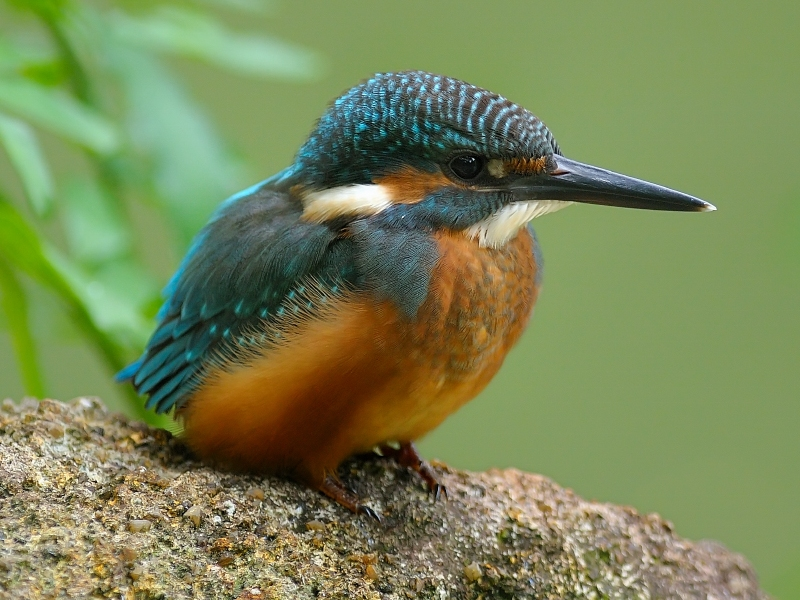
幼鳥
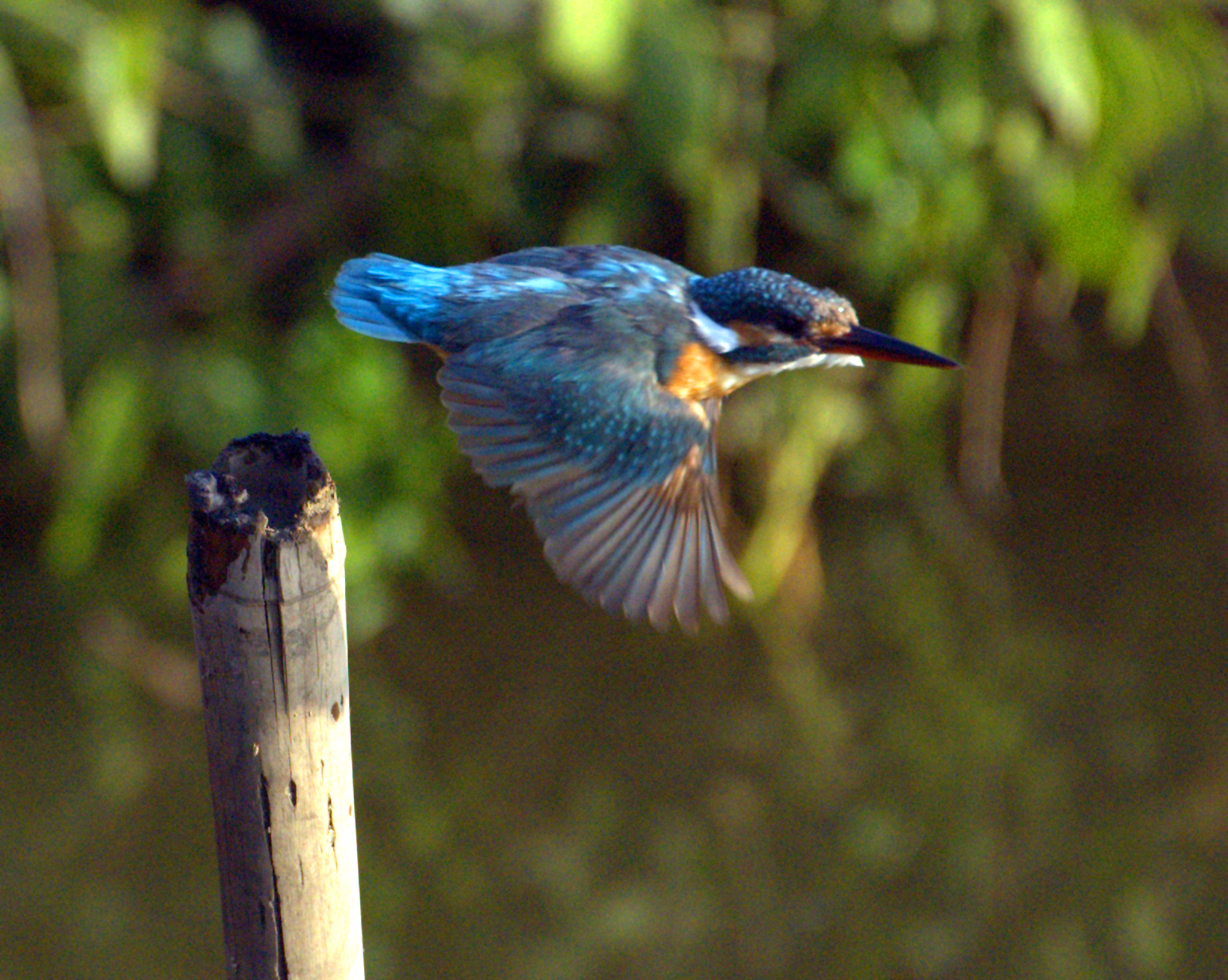
飛翔

### 類似種
特徴的な体色と体型を踏まえると似ている鳥はないが、どちらかだけ似ているというものはいる。背中側の青色と腹側のオレンジという配色はイソヒヨドリの雄に似ているが、イソヒヨドリはツグミやヒヨドリのような形をしており形はカワセミとかなり違う。分類的に同属近縁のヤマセミやアカショウビンは体型が似ているが、体色が大きく異なる。『大和本草』でもカワセミの類似種としてヤマセミという鳥と、カワセミに似た体も嘴も赤い鳥がいることが指摘されており、これらが近縁種であることは古くから知られていた。カワセミの仲間の形態的な分類では、体色だけでなく骨の形が種によって違いが出やすいという。

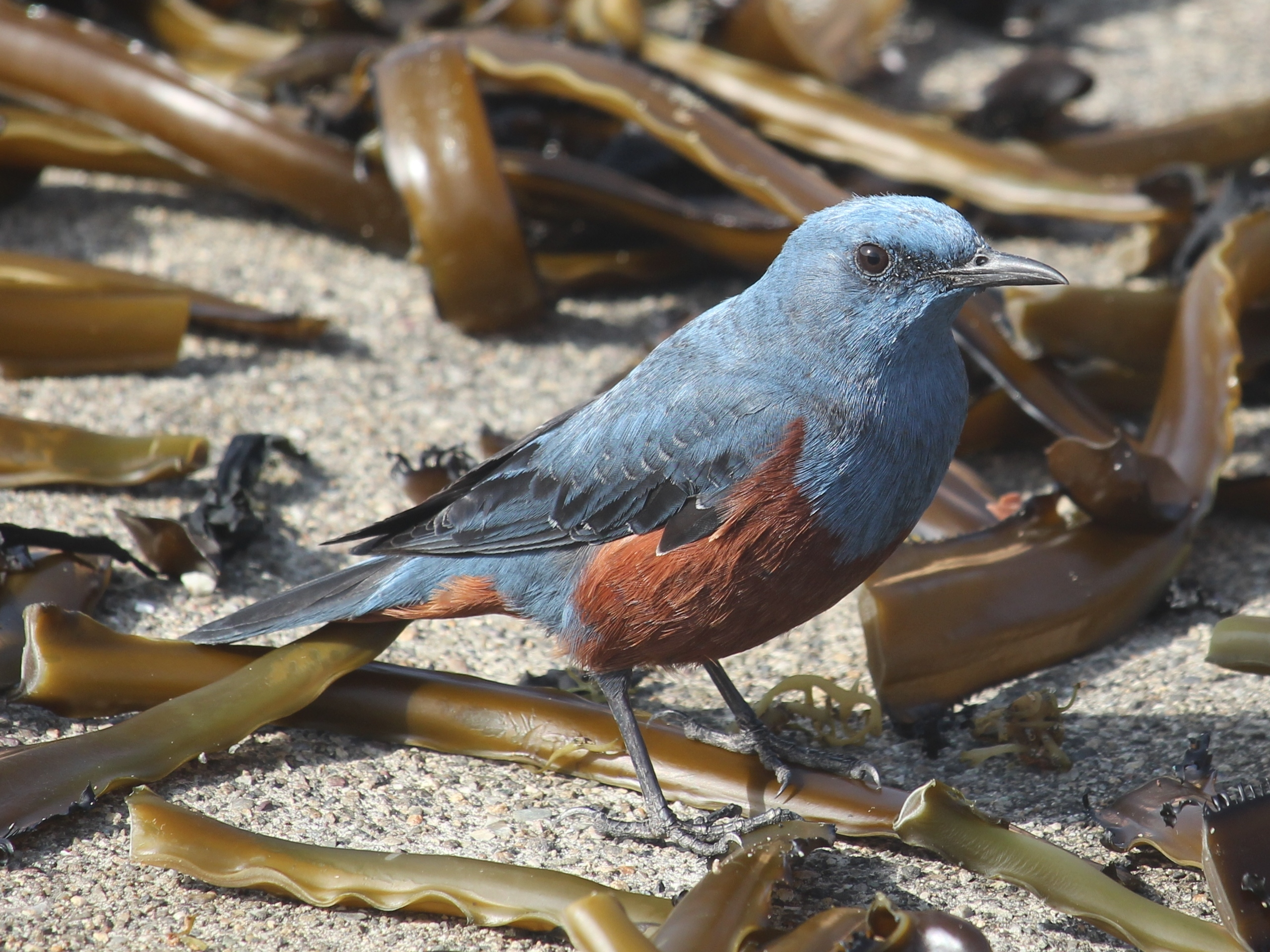
参考：イソヒヨドリ
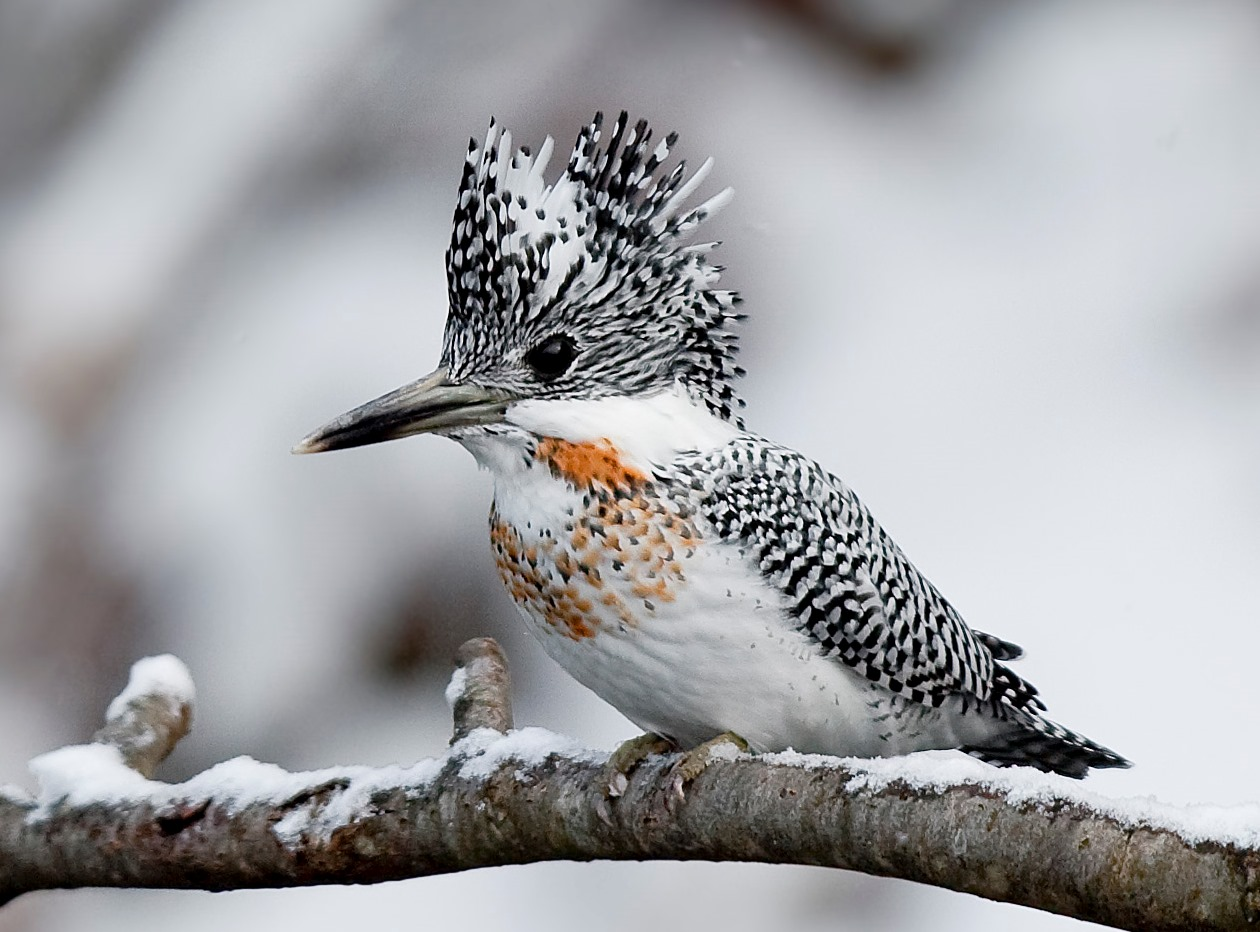
参考：ヤマセミ
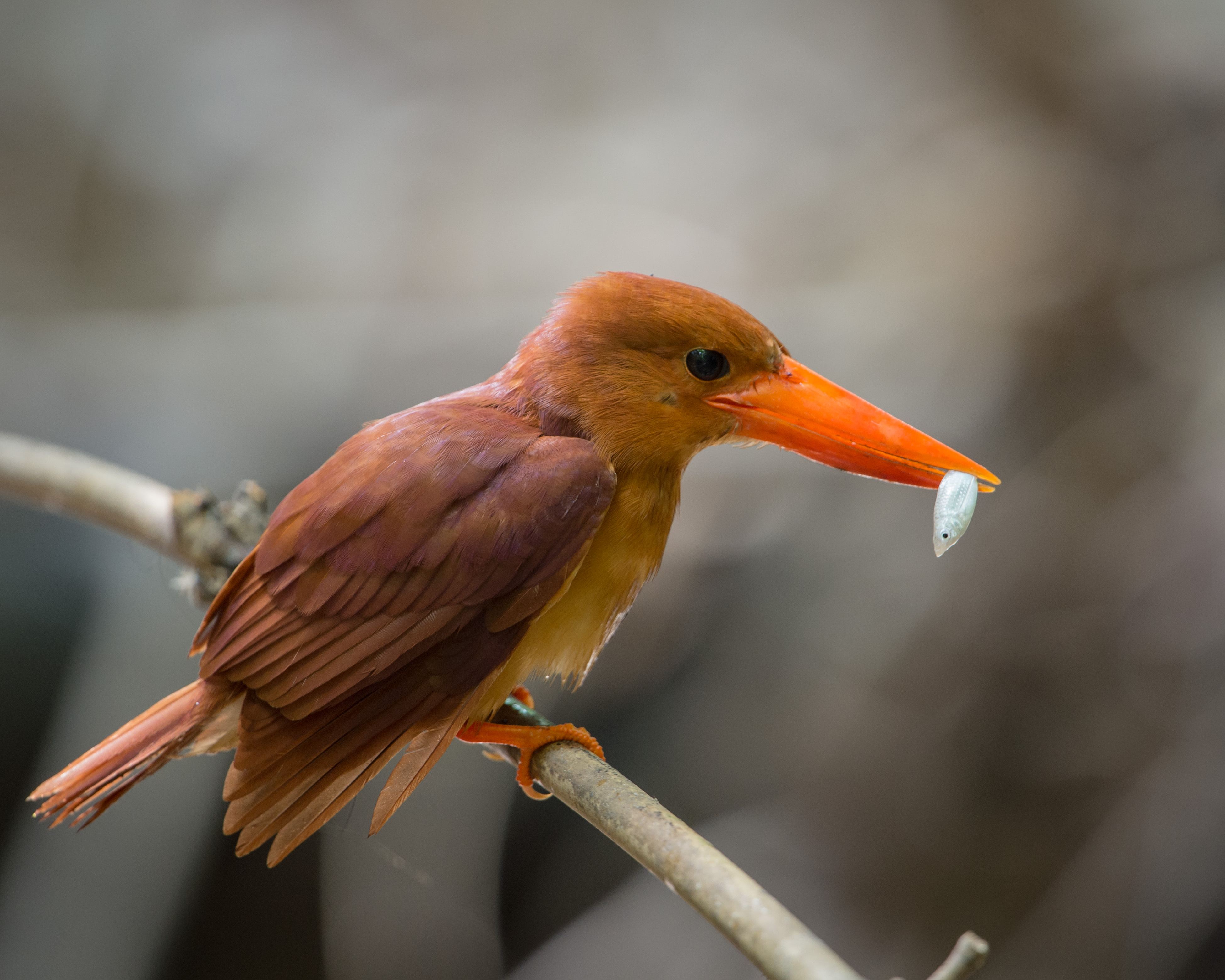
参考：アカショウビン

## 生態
清流に住むイメージはあるが、都市近郊の小川でもそれほど珍しい鳥ではない。
肉食性で主な獲物は水中の魚であり、水に飛び込んで捕まえる。時にザリガニなどのエビ類、カエルやその幼生のいわゆるオタマジャクシ、小型のトカゲやヘビをとらえるところもしばしば観察されている。
捕獲後は再び石や枝に戻ってえものをくわえ直し、頭から呑みこむ。大きな獲物は足場に数回叩きつけ、骨を砕いてから呑みこむ。消化出来なかったものはペリットとして口から吐き出す。瞬膜は地上にいるときでも時々見ることが出来る。足場は特定の石や枝を使うことが多く、周囲が糞で白くなっていることが多い。排泄の際は水分の多い糞を直線状に放出する。
土の崖地に横穴を掘り営巣するタイプの鳥である。このような鳥にとって単なる侵食や断層による崖の形成だけでなく、地すべりで移動体が滑って形成された滑落崖なども重要な繁殖地である。この性質はヤマセミも同じであるが、カワセミの方が川により近い所を好む。一方で崖の状態にはヤマセミの方が敏感であるという。
日本においてもいくつか観察事例があり、例えば東京都心における紀宮ら（1991）では、巣穴は関東ローム層の切土面の地上1.4mの高さに設けられ、入り口の直径は8㎝で奥行き70㎝程度、入り口からやや上り勾配が付けられており、抱卵数は4つであった。繁殖はシーズン中に2回行われ巣穴の再利用が見られた。穴を掘った掘削面に巣を作った事例もある。ただし、このような場所は大雨の時に水没するリスクがある。
東京都心部で営巣地の観察事例では巣同士の間隔がヨーロッパの亜種や日本の地方の同種個体群に比べても近かった。
営巣場所には拘りはあまりなく、コンクリート擁壁の裏に土を詰め適当な位置に横穴を付けたものでも十分営巣するという。
チーッという金属質の鳴き声を何回か繰り返すことが多い。。
寒冷地の個体は冬季に南方に渡りを行う。これは魚食性である本種の食性により、水面が凍結すると狩りが出来なくなってしまうからと言われることが多い。
川ではヤマセミよりも下流に生息するが、一部では混在する。

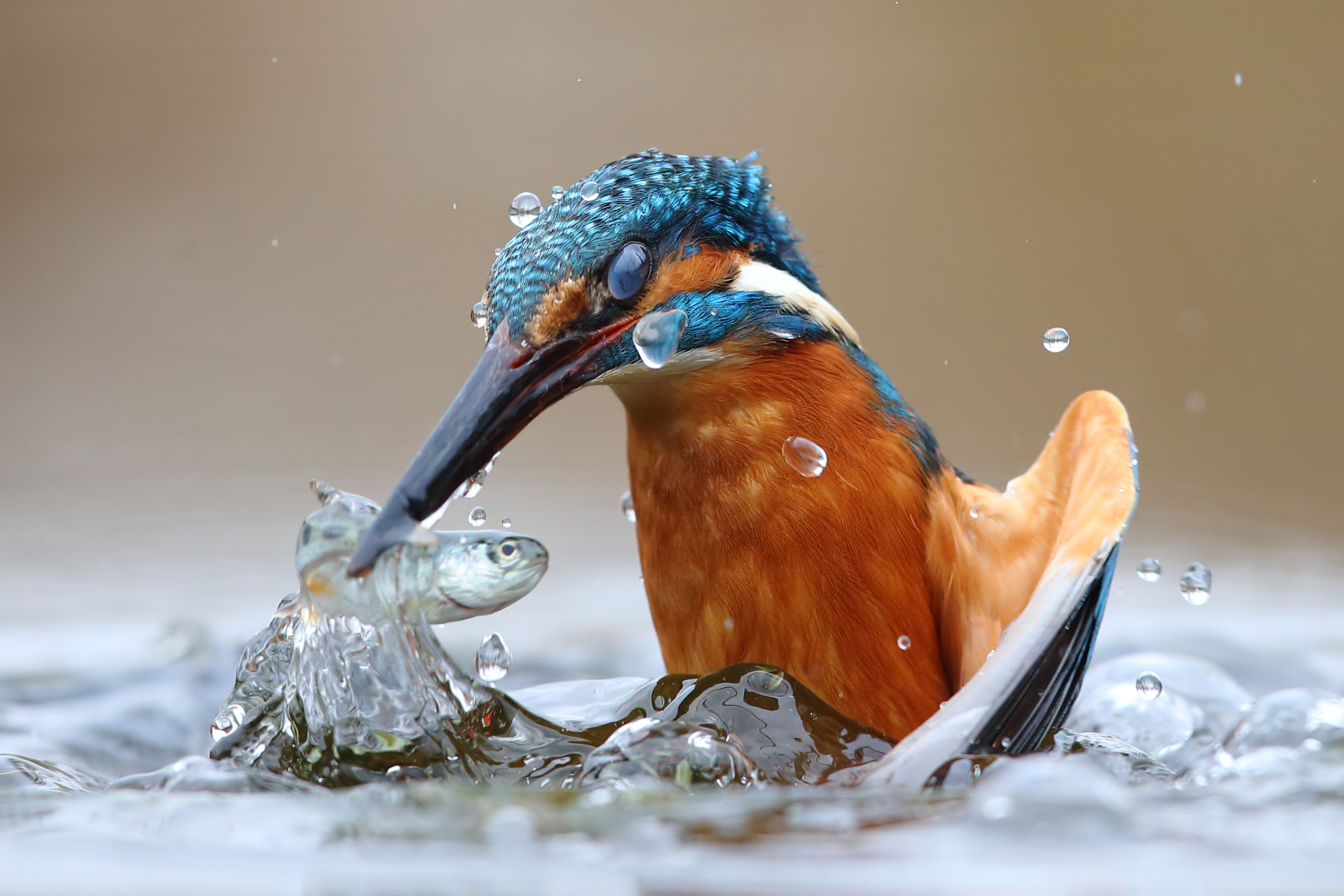
魚をとらえたカワセミ。瞬膜を閉じている。
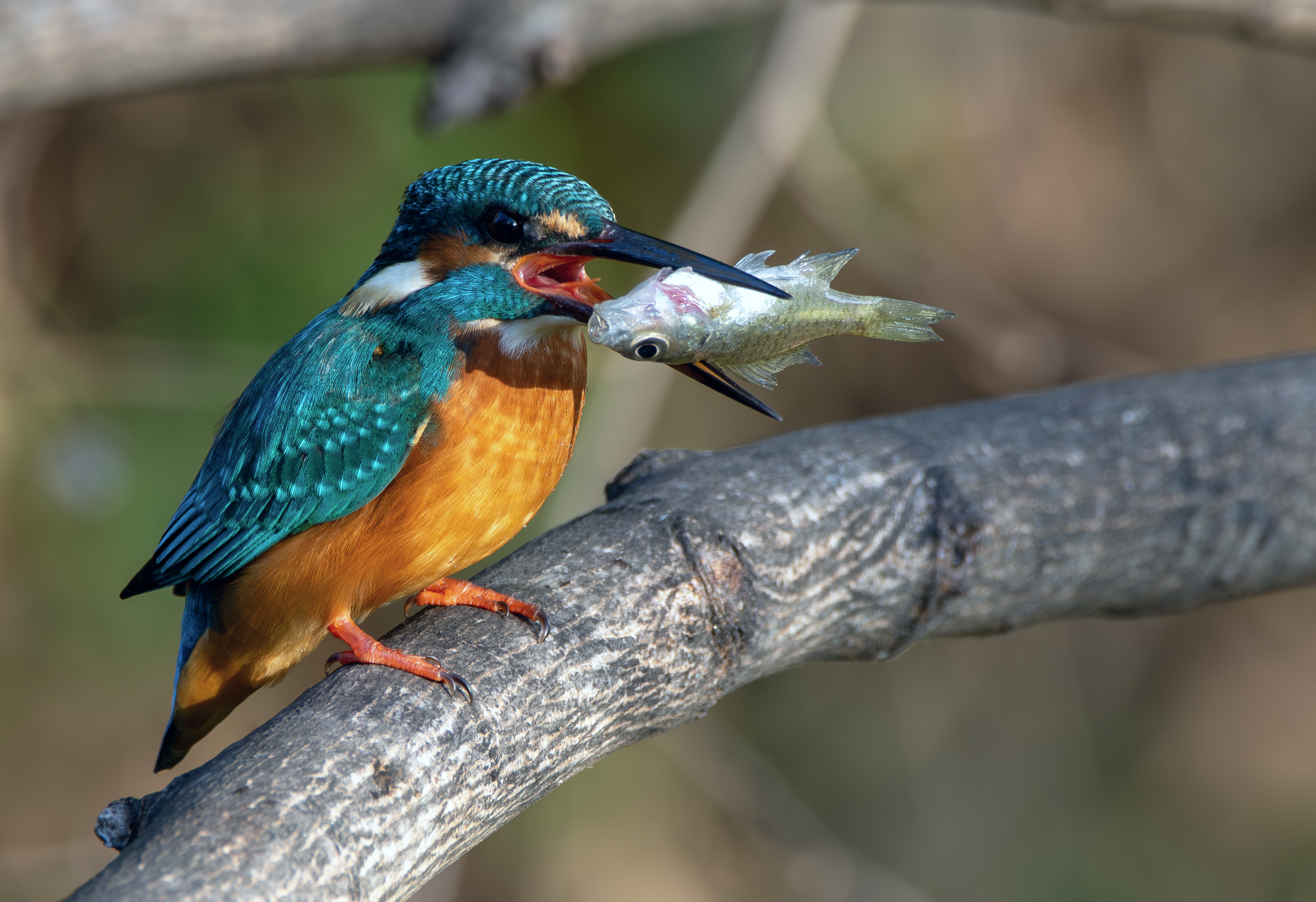
小魚を捕食する
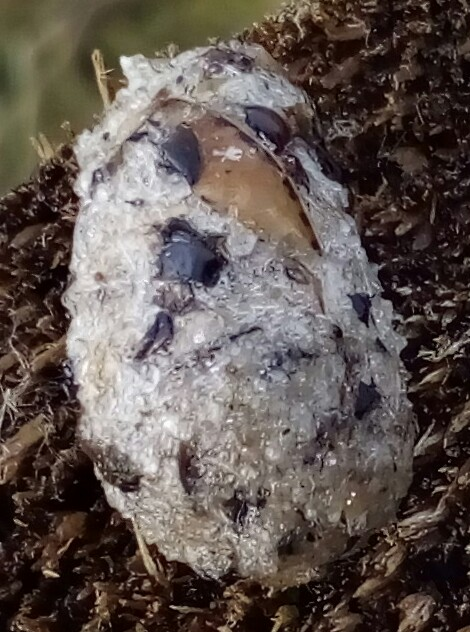
ペレット
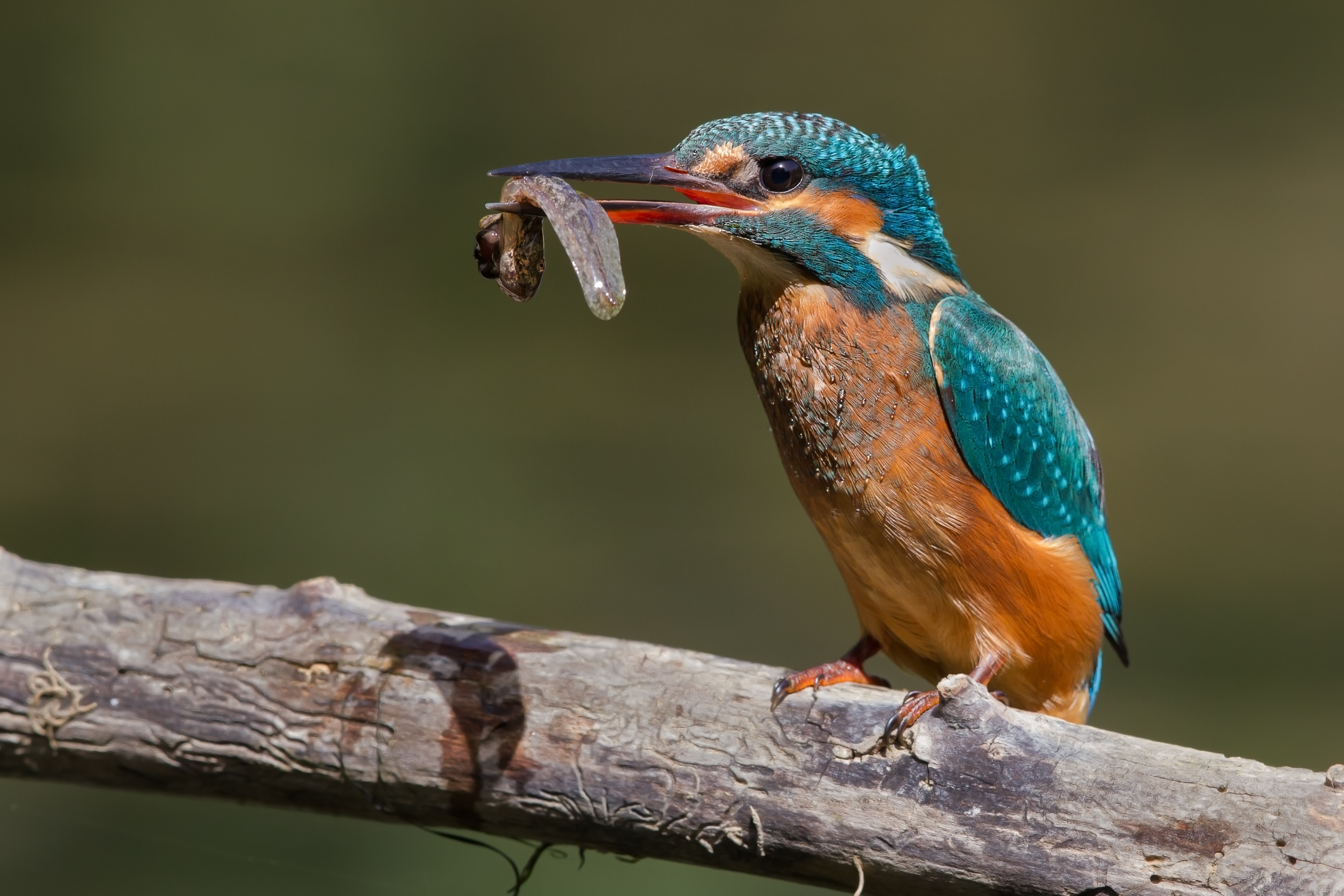
オタマジャクシを捕らえたカワセミ
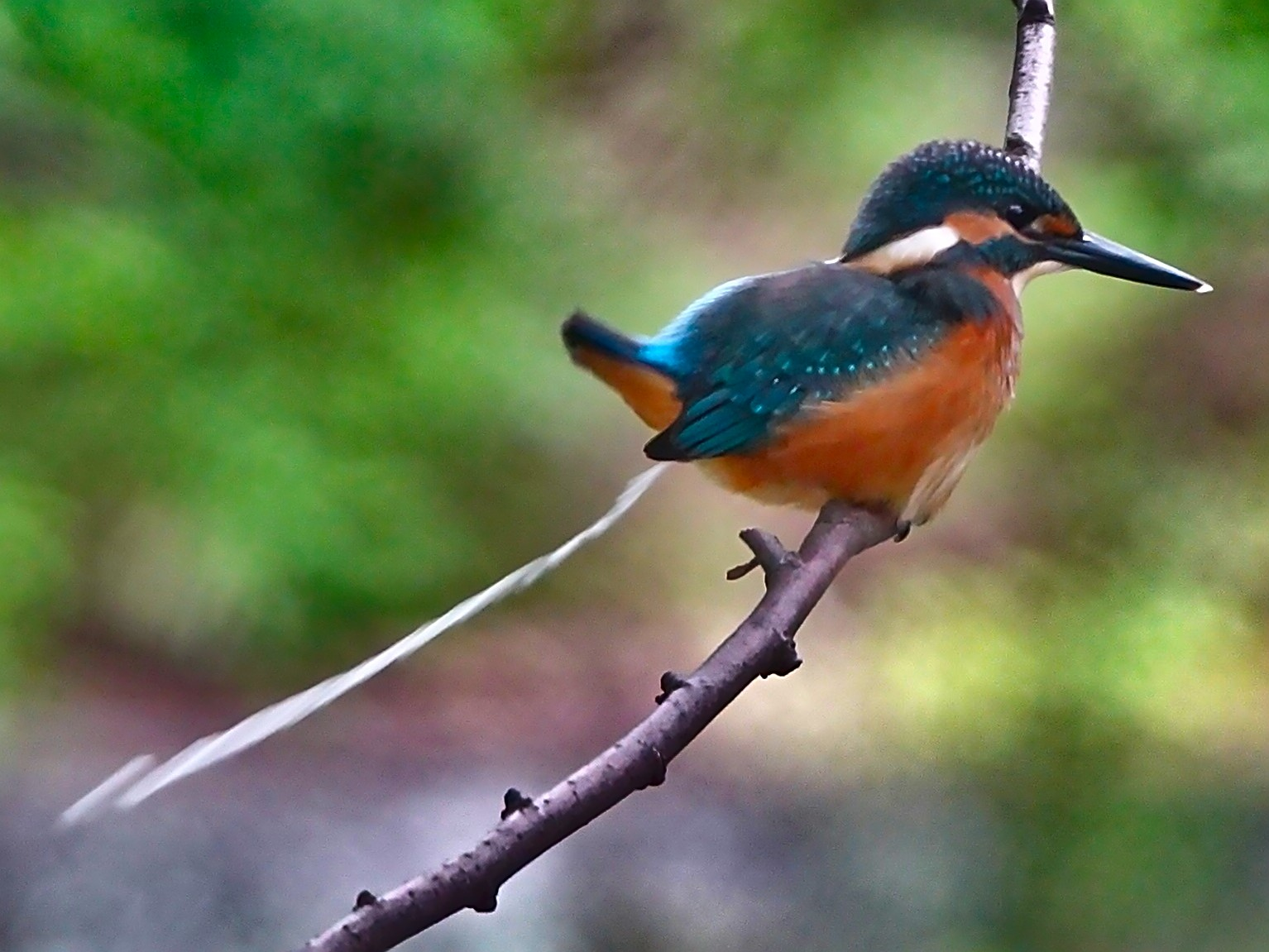
排泄するカワセミ

繁殖期にはオスがメスへ獲物をプレゼントするコアジサシと同様な「求愛給餌」がみられる。つがいになると親鳥は垂直な土手に巣穴をつくる。最初は垂直の土手に向かって突撃し、足場ができた所でくちばしと足を使って50-90 cmほどもある横穴を掘る。穴の一番奥はふくらんでおり、ここに3-4個の卵を産む。　
卵からかえったヒナは親鳥から給餌をうけながら成長し、羽毛が生え揃うと巣立ちする。せまい巣穴の中は当然ヒナの糞で汚れるが、ヒナに生えてくる羽毛は鞘をかぶっており、巣立ちのときまで羽毛が汚れないようになっている。若鳥は胸の橙色と足に褐色味がある。
非繁殖期は縄張り意識が強く、1羽で行動する。水上を飛んだり、えさ場が見渡せる枝や石の上で休む姿がみられる。

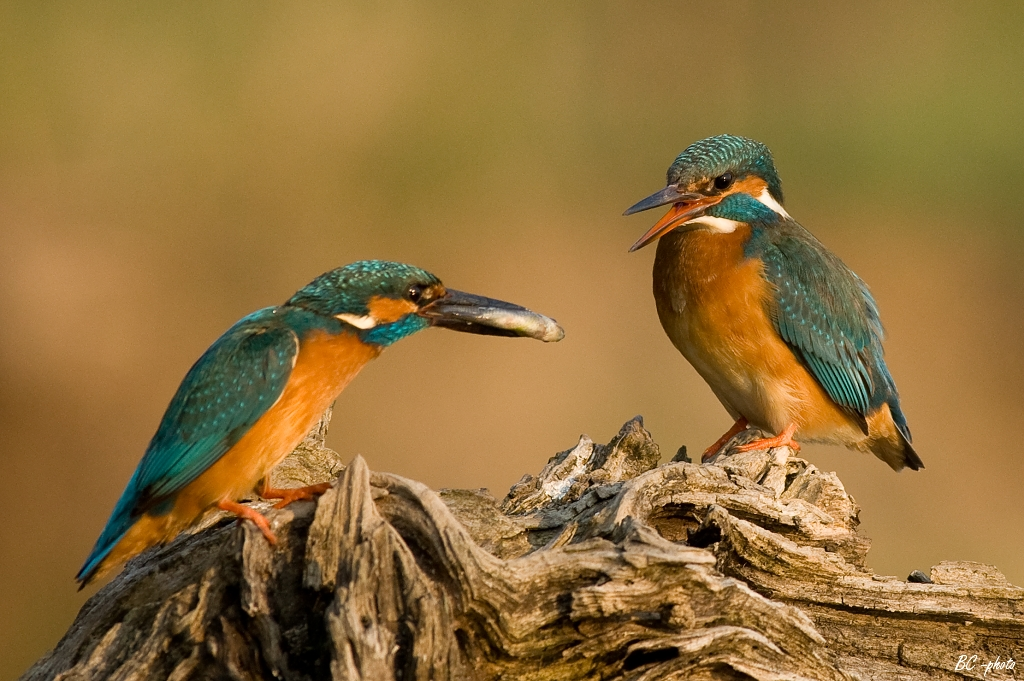
求愛給餌（左がオス、右がメス）
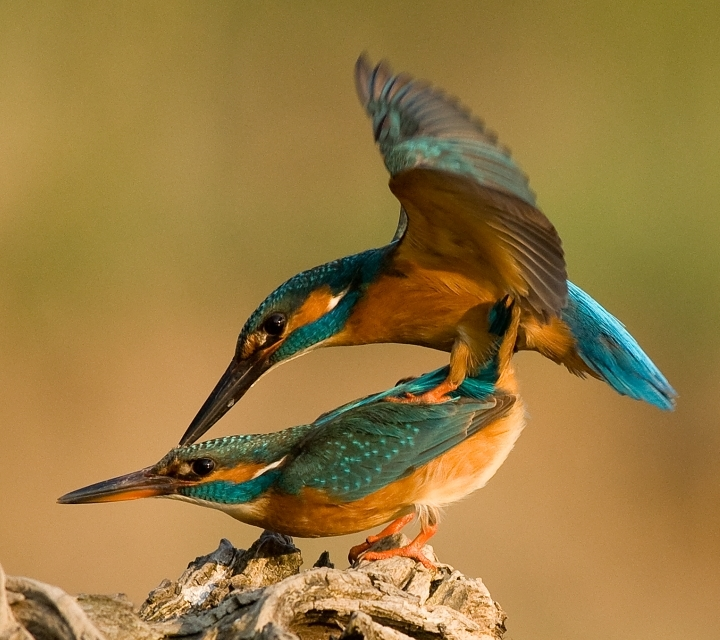
交尾（上がオス、下がメス）
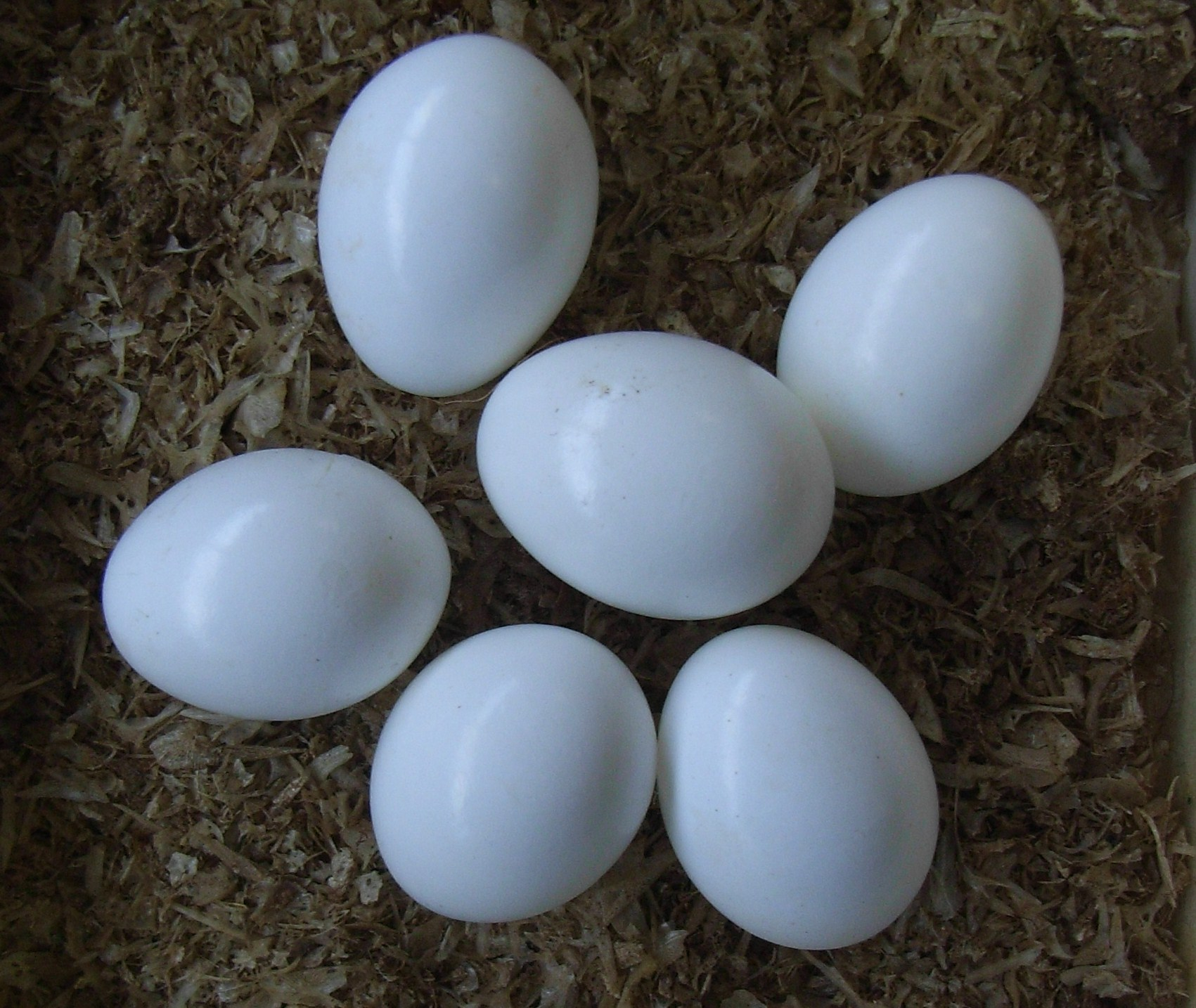
卵

## 分類
以下の7亜種に分類される。
- Alcedo atthis atthis (Linnaeus, 1758) - 基亜種。南ヨーロッパのイタリア南部から東ヨーロッパのブルガリア[4]、北アフリカ、インド北西部にかけて生息する[25]。
- Alcedo atthis ispida (Linnaeus, 1758) - イベリア半島、ブリテン諸島[25]、ノルウェー南部、ロシア西部、バルカン半島のルーマニアにかけて生息する[4]。
- Alcedo atthis bengalensis Gmelin, 1788 - 亜種カワセミ。独立種とされることもある。バイカル湖、インド北部から東アジアおよび東南アジアにかけて生息する[25]。
- Alcedo atthis taprobana O. Kleinschmidt, 1894 - インド南部（カーヴィリ川以南[4]）およびスリランカに生息する[25]。
- Alcedo atthis floresiana Sharpe, 1892 - 小スンダ列島のバリ島からティモール島およびウェタル島に生息する[4][25]。
- Alcedo atthis hispidoides Lesson, 1837 - スラウェシ島からモルッカ諸島、ニューギニア島、ビスマルク諸島に生息する[25]。
- Alcedo atthis salomonensis Rothschild & Hartert, 1905 - ブーゲンビル島からソロモン諸島のマキラ島（サンクリストバル島）にかけて生息する[25]。

## 分布
ヨーロッパおよびアフリカ北部からインド、東南アジアにかけて分布し、広い分布域の中でいくつかの亜種に分かれている。暖かい地方では定住するが、高緯度地方のものは冬には暖かい地域に移動する。日本では亜種カワセミ A. a. bengalensis Gmelin, 1788  が生息し、北海道や本州北部で夏鳥だが、ほかの地域では留鳥として1年中見ることができる。

## 人間との関係

### 食用・薬用
江戸時代の書物には薬用として登場し、主に「霜」と呼ばれる鳥獣の黒焼きに加工されたとある。カワセミの霜はカラスのものほど幅広い効能ではないが、幾つかの病気に効果があるとされた。骨は硬いという。1930年ごろの台湾でも薬用の習慣が残っており、カワセミの肉が肺病に効くとされていた。
野鳥を食べる習慣は養鶏が盛んになるまでは世界各地で見られ、分布域の広い本種も食用にもされたと見られるが、日本ではあまり記録は残っていない。顎口虫の寄生が見られることから 、生食は感染リスクがある。
現在の「鳥獣の保護及び管理並びに狩猟の適正化に関する法律」（平成十四年法律第八十八号、通称：鳥獣保護法）の施行規則第十条に定める狩猟鳥獣の一覧にも入っておらず、日本では狩猟鳥獣ではない。違反すると同法八十三条などにより罰則がある

### 宝飾
古代中国などでは王冠にカワセミ類の羽根を飾ったものが作られたという。

### 種の保全状況評価
国際自然保護連合（IUCN）により、レッドリストの軽度懸念（LC）の指定を受けている。
水質汚濁による餌の小魚の消失や、営巣場所となる急傾斜地が護岸やコンクリート吹付工などで失われると影響を受けやすい。東京近郊では1950年ごろに都心部から姿を消し、一時期は多摩地域の中でも西部まで行かないと見られない鳥となっていた。その後徐々に都区部でも見られるようになり、1990年代には都心部にも戻って来た。
千葉県で絶滅危惧Ⅱ類、秋田県、東京都、富山県、滋賀県、沖縄県で準絶滅危惧種、岩手県、埼玉県、兵庫県で都道府県独自のランクに区分けされている。カワセミに関しては一番酷い時期よりは回復してきており、西日本を中心に絶滅危惧種の指定から外された府県も幾つか知られる。同属近縁のヤマセミ、アカショウビンなどの方が状況は悪く、ほぼ全ての都道府県で何らかの指定を受けている。

### 応用
カワセミの水中での抵抗性の少なさに着目した競泳用水着が開発されている。新幹線は高速運転を行う際に空気抵抗が大きな問題となる。日本で初めて300㎞/h運転を始めた新幹線500系電車の先頭車の長い流線形部分はカワセミの大きな嘴にヒントを得て設計された。
羽の発色原理を真似た色鮮やかなプラスチック製品などにも応用されている。

### 象徴
ギリシア神話には、一国の国王でもあった夫ケーユクスを海難事故で失った女性アルキュオネーが、死んだ夫と共に姿をカワセミへと変え、2羽でつがいを組んでその後も仲良く暮らし続けたという話が存在する。

#### 自治体指定の鳥
綺麗な鳥で自然豊かな印象を与え知名度もあることから、自治体が指定するシンボルとしては好まれる。指定数は海沿いのカモメ類と並び最も多い。
- 北海道 恵庭市[37]
- 秋田県 大仙市[38]
- 福島県 須賀川市[39]
- 茨城県 常陸太田市[40]、取手市
- 埼玉県 日高市[41]、富士見市、ときがわ町、横瀬町
- 東京都 町田市[42]、日野市[43]、小金井市、国分寺市
- 神奈川県 綾瀬市[44]、藤沢市、愛川町
- 山梨県 甲府市[45]
- 岐阜県 関市[46]、北方町
- 静岡県 静岡市[47]、三島市、清水町、森町
- 滋賀県 甲賀市[48]
- 京都府 宇治市[49]
- 奈良県 下北山村
- 大阪府 枚方市[50]
- 鳥取県 琴浦町
- 岡山県 倉敷市[51]、佐伯町
- 徳島県 吉野川市
- 高知県 四万十市[52] 、須崎市、佐川町、
- 福岡県 うきは市[53]、那珂川市、岡垣町
- 熊本県 八代市[54]、球磨村、
- 宮崎県 日南市

以下は合併等により消滅した自治体
- 栃木県 今市市、馬頭町
- 茨城県 藤代町
- 埼玉県 玉川村
- 新潟県 高柳町
- 石川県 中島町
- 岐阜県 巣南町
- 京都府 園部町
- 島根県 邑智町
- 広島県 比和町
- 山口県 由宇町
- 愛媛県 美川村
- 高知県 土佐山村、西土佐村
- 福岡県 浮羽町
- 熊本県 本渡市

## 名称
カワセミは「川に棲むセミ」の意で、この「セミ」は古名の「ソニ」が「ソビ」に変化し、それが転じて「セミ」となった。その「ソニ」の「ニ」は土の意味で、ソニ（青土）からきた。また、近縁の「アカショウビン」などのショウビンもこの「ソニ」から来た。
これらとは別に、室町時代から漢名を取り入れ、「ヒスイ(翡翠)」とも呼ばれるようになった。
江戸時代の『大和本草』15巻には「魚狗」の項目名で登場し、読み仮名に「カハセミ」を当てている。「魚狗（カハセミ）」には大小2つがあり、小さいものが本種を指すが、大きなものは全く別の鳥であるミゾゴイを指していた。カワセミを指したい場合は「小さい魚狗」、「翡翠綱目の魚狗」のように区別していたようである。同著ではカワセミ類の古来の和名は「ソビ」といったが、「セウビ」「セミ」などに転訛した説を採っている。「狗」には犬という意味があり、カワセミが魚をよく狩る生態的特徴からの命名である。
『水谷禽譜』にはカワセミを指す漢字として「釋名鴗」、「天狗」、「水狗」、「魚虎」、「魚師」、「翡翠鳥」などを挙げている。
地方名は「ソウナ」「ソナ」「セウビン」「ヒスイ」「カハスズメ」
種小名 atthisはギリシア神話に登場する鳥の姿に変えられた人間の女に由来する。属名 Alcedoはラテン語で「カワセミ」を意味する単語で、もとはギリシア語のhalkyonという単語からだという
アカショウビンなどの「ショウビン」はカワセミの古語で、これも同じ「翡翠」を当てる。「翡」は赤い羽、「翠」は青い羽を指しているとも、「翡」はオス、「翠」はメスを指しているともいわれている。これは昔の中国ではアカショウビンとカワセミがおなじ鳥だと思われていたためである。アカショウビンのほうが大きいためオスとされ赤の「翡」を、カワセミには青の「翠」の字をあてたと考えられている。